# Komiya Toyotaka

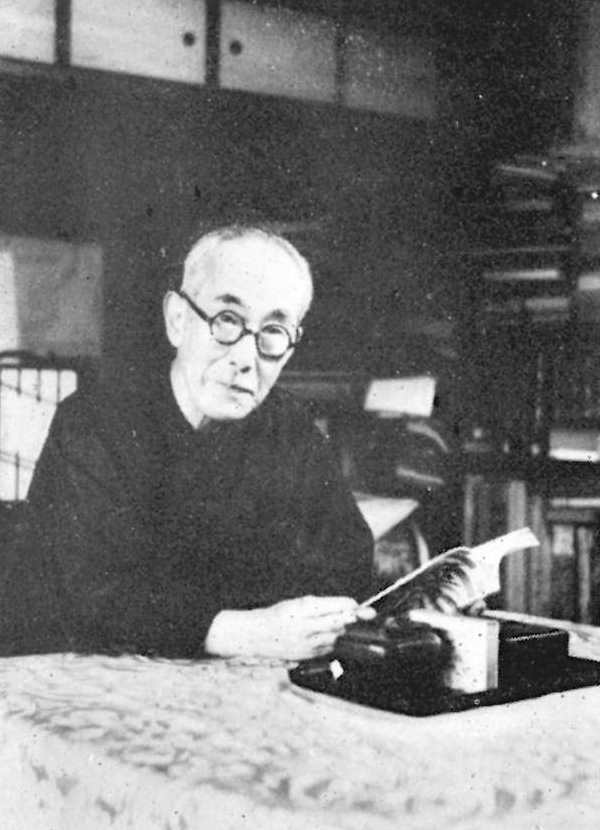
Komiya Toyotaka

Komiya Toyotaka (japanisch 小宮 豊隆; geboren 7. März 1884 in Saigawa (Präfektur Fukuoka); gestorben 3. Mai 1966) war ein japanischer Germanist und Literaturkritiker.

## Leben und Wirken
Komiya Toyotaka schloss 1909 sein Studium an der Universität Tokio im Fach Deutsche Literaturwissenschaft ab. Schon während seiner Studienzeit hatte er sich Natsume Sōsekis Literaturzirkel „Mokuyōkai“ angeschlossen und sich mit Natsume angefreundet. 1909 wurde er als Literaturwissenschaftler für Deutsch als Dozent an der Keiō-Universität angestellt, während er daneben seine kritischen Tätigkeiten, so mit Beiträgen zu dem Literaturmagazin Mita Bungaku, ausübte.
1922 wechselte Komiya an die Tōhoku-Universität. 1923 besuchte er Europa und kehrte im folgenden Jahr nach Japan zurück. 1946 verabschiedete ihn die Universität als Meiyo Kyōju. Danach wurde er Präsident der „Musikhochschule Tōkyō“. 1950 wechselte er zur Universität Gakushūin.
Als scharfsinniger Literaturkritiker bekannt polemisierte er im Kulturteil der Zeitung „Tokyo Asahi Shimbun“ (東京朝日新聞) gegen den Naturalismus in der Literatur. Nach Sōsekis Tod 1916 stellte er die „Complete Works of Sōseki“ (漱石全集, Sōseki) zusammen. Zwar war Terada Torahiko ein Pionier der „analytischen Kritik“, aber Komiyas Bearbeitung und Kommentierung mehrerer Gesamtausgaben zu Natsume Sōseki, die im Verlage Iwanami erschienen waren, setzten neue Maßstäbe.
Komiya hinterließ eine Sammlung von Kritiken „Kage to Koe“ (影と声) „Schatten und Stimme“ (1911), eine gemeinsame Arbeit mit Abe Jirō (1883–1959), Abe Yoshishige (1883–1966) und Morita Sōhei (1881–1949). Weitere Arbeiten sind „Engeki hyōron“ (演劇評論) – „Theaterkritik“ (1914), „Sōseki, Torahiko, Miekichi“ (漱石・寅彦・三重吉) – „Sōseki, Torahiko, Miekichi“ (1942). Er verfasste Textsammlungen wie „Rakuin“ (烙印) – „Brandmal“ (1913), befasste sich mit der Forschung zu klassischen Themen und publizierte  „Bashō no kenkyū“ (芭蕉の研究) (1933) und „Nō to Kabuki“ (能と歌舞伎) – „Nō und Kabuki“ (1935).
1954 wurde Komiya mit dem Preis der Japanischen Akademie der Künste im Bereich „Kritiken, Übersetzungen“ ausgezeichnet.